# Август Мейшнер
Август Едлер фон Мейшнер (нім. August Edler von Meyszner; 3 серпня 1886, Ґрац, Австро-Угорщина — 24 січня 1947, Белград, Югославія) — австрійський і німецький офіцер, группенфюрер СС (1 січня 1942), генерал-лейтенант поліції (20 січня 1942).

## Біографія
Закінчив кадетський корпус. У 1906-11 роках служив в піхоті. У травні 1914 року перейшов на службу в жандармерію, начальник відділу поліції в Ґраці, потім до 1917 року очолював поліцію в Тольменському районі. У 1917-19 роках — командир гірськострілецької роти. У травні 1933 роках звільнений з австрійської поліції в чині майора. Приєднався в нацистського руху в Австрії, член австрійських СС. У 1919-33 роках — член штирійської народної охорони. З листопада 1933 року — заступник командира бригади СС «Центральна Штирія». Був заарештований за політичні погляди і поміщений у в'язницю. У липні 1934 року переїхав до Німеччини і в листопаді 1934 року прийнятий на службу в охоронну поліцію Берліна. 20 лютого 1935 року вступив в СС (квиток № 263 406). З 20 лютого по жовтень 1935 року — офіцер для особливих доручень при рейхсфюрері СС. У жовтні 1935 року вийшов з СС, вдруге вступив в 1937 році. З 20 квітня 1937 року —  командир поліцейських з'єднань «Центр» і групи поліції «Східний Берлін». У березні 1938 року обраний депутатом Рейхстагу. Після аншлюсу 12 квітня 1938 року призначений інспектором поліції порядку Австрії (штаб-квартира — Відень). З жовтня 1938 по жовтень 1939 року — керівник поліції порядку в Судетенланді. З червня 1939 року — інспектор поліції порядку і вищий командир поліції при обер-президенті Касселя; почесний член Народної судової палати. З 10 вересня 1940 року — начальник поліції порядку (ОРПО) в імперському комісаріаті Норвегія. З 24 січня 1942 року — вищий керівник СС і поліції в Сербії, Санджаку і Чорногорії (штаб-квартира в Белграді); офіційно займав цей пост до 1 квітня 1944 року. Керував проведенням каральних операцій проти югославських партизан. Розгорнув масові страти заручників. Одночасно з листопада 1943 року — уповноважений рейхсфюрера СС в Чорногорії. В 1943 році вступив в НСДАП (квиток № 6 119 650).У квітні 1944 року повернувся в Німеччину, де отримав посаду генерал-інспектора жандармерії і охоронної поліції в приєднаних і окупованих областях. Після війни виданий югославській владі. 22 грудня 1946 року засуджений югославським військовим трибуналом до страти. Повішений.

## Нагороди
- Ювілейний хрест
- Орден Залізної Корони 3-го класу
- Хрест «За військові заслуги» (Австро-Угорщина) 3-го класу з військовою відзнакою і мечами
- Медаль «За військові заслуги» (Австро-Угорщина) з мечами
- Військовий Хрест Карла
- Почесний знак Австрійського Червоного Хреста 2-го класу з військовою відзнакою
- Пам'ятна військова медаль (Австрія) з мечами
- Почесний хрест ветерана війни з мечами
- Хрест Воєнних заслуг 2-го і 1-го класу з мечами
- Залізний хрест 2-го і 1-го класу
- Золотий партійний знак НСДАП (1943)